# Insieme: 1992
Chansons représentant l'Italie au Concours Eurovision de la chanson
Avrei voluto
(1989) Comme è ddoce 'o mare
(1991)
Chansons ayant remporté le Concours Eurovision de la chanson
 Rock Me
(1989)  Fångad av en stormvind
(1991)
Insieme: 1992 (« Ensemble : 1992 ») est la chanson gagnante du Concours Eurovision de la chanson 1990, interprétée par le chanteur italien Toto Cutugno. 

## À l'Eurovision
Elle est intégralement interprétée en italien, langue nationale, comme l'impose la règle entre 1976 et 1999. Seule une phrase en anglais ("Unite unite Europe") est prononcée à plusieurs reprises durant la chanson.

## Classements

### Classements hebdomadaires
| Classement (1990)                      | Meilleure position |
| -------------------------------------- | ------------------ |
| Allemagne (Media Control AG)           | 13                 |
| Autriche (Ö3 Austria Top 40)           | 3                  |
| Belgique (Flandre Ultratop 50 Singles) | 8                  |
| France (SNEP)                          | 9                  |
| Pays-Bas (Single Top 100)              | 15                 |
| Suisse (Schweizer Hitparade)           | 2                  |